# Tommi Kainulainen
Tommi Kainulainen (Iisalmi, 8 januari 1974) is een voormalig profvoetballer uit Finland, die speelde als doelman gedurende zijn carrière. Hij beëindigde zijn actieve loopbaan in 1999 bij de Finse club AC Allianssi Vantaa.

## Interlandcarrière
Kainulainen kwam eenmaal uit voor de nationale ploeg van Finland. Hij maakte zijn debuut onder leiding van bondscoach Richard Møller-Nielsen op 23 februari 1997 in de vriendschappelijke wedstrijd tegen China (2-1) in Kuala Lumpur.

## Erelijst
FC Haka Valkeakoski
- Landskampioen

1995
- Suomen Cup

1995